# Aratu-vermelho
O aratu-vermelho (Goniopsis cruentata, Latreille, 1803) é uma espécie de caranguejo de porte médio, carapaça escura e coloração vermelha nas patas com pequenas manchas brancas, pertencente ao gênero Goniopsis. Habita o Atlântico Ocidental, o que inclui Bermudas, Flórida, Golfo do México, Antilhas, Guianas e Brasil (no arquipélago de Fernando de Noronha, e do Pará até Santa Catarina), num padrão de distribuição contínuo. Alimenta-se de animais em decomposição, frutas e plantas do manguezal.
No Brasil, recebe também os nomes de aratu, aratu-do-mangue (na Região Nordeste do Brasil) e maria-mulata (na Região Sudeste do Brasil).